# حسین مهری (روزنامه‌نگار)
حسین مُهری (۶ تیر ۱۳۱۵ – ۲ اردیبهشت ۱۳۹۷) نویسنده، روزنامه‌نگار، مترجم، گزارشگر و برنامه‌ساز رادیو و تلویزیون اهل ایران بود. وی سال‌های طولانی در درون و بیرون از ایران با رسانه‌های فارسی‌زبان همکاری می‌کرد.

## زندگی‌نامه
حسین مهری در ۶ تیرماه ۱۳۱۵ در تهران به دنیا آمد. وی به فراگیری رشته زبان و ادبیات انگلیسی در دانشگاه تهران پرداخت و در سال ۱۳۳۷ با درجه کارشناسی فارغ‌التحصیل شد. درین دوران استاد فلسفه وی محمدباقر هوشیار بود. پس از پایان تحصیل به عنوان نویسنده، مترجم و گزارشگر با رسانه‌ها همکاری می‌کرد.
از سال ۱۳۳۷ به مدت ۱۰ سال با مؤسسه اطلاعات همکاری نمود. حسین مهری به مدت دو سال سردبیری «مجله روشنفکر»، مجله جوانان رستاخیز و روزنامه «آیندگان» را به عهده داشت. او در سال ۱۳۳۸ با همکلاس دانشگاهی خود، «عفت برادران رحیمی» ازدواج کرد و در سال ۱۳۵۳ برای ادامه تحصیل در دانشگاه سوربن به پاریس مهاجرت کرد.
پس از انقلاب ۱۳۵۷ ایران به ایران بازگشت و به همکاری با مجله تهران مصور پرداخت. او در ابتدا با مقالاتی همانند «نخستین نوروز بدون شاه» با مفاهیم انقلاب همراه بود. اما پس از مدت کوتاهی، لحن او تندتر و فضای کاری برایش تنگ‌تر شد و سرانجام ناگزیر شد باز به پاریس بازگردد. او در پاریس، مقالات تندی علیه حکومت دینی می‌نوشت. مهری به مدت ۱۱ سال در پاریس با رسانه‌های نزدیک به نهضت مقاومت ملی ایران به رهبری شاپور بختیار و نشریه قیام ایران به سردبیری ایرج پزشک‌زاد فعالیت می‌کرد. پس از ترور شاپور بختیار در سال ۱۹۹۱، او به ایالات متحده آمریکا رفت و با رادیوی ۲۴ ساعته «صدای ایران» در لس آنجلس، به مدیریت اسدالله مروتی همکاری داشت. در این رادیو به مدت ۲۰ و در بیش از ۱۵۰۰۰ برنامه، وی تولید برنامه «چهره‌ها و گفته‌ها» را بر عهده داشت که مجموعه‌ای از تحلیل و خبر و مصاحبه بود. وی در این برنامه با افرادی همچون صادق خلخالی، علی فلاحیان، فرزندان حسینعلی منتظری، بهرام مشیری و داریوش فروهر مصاحبه‌هایی انجام داد. پس از توقف کار رادیو «صدای ایران» در سال ۲۰۱۲، حسین مهری به همکاری با دیگر رسانه‌های فعال در کالیفرنیا از جمله «شبکه اندیشه» پرداخت.

## درگذشت
حسین مُهری ۲۲ اردیبهشت ۱۳۹۷ (۱۲ مه ۲۰۱۸) در سن ۸۲ سالگی در لس آنجلس، کالیفرنیا درگذشت.
رضا پهلوی در پیامی در توئیتر درگذشت وی را تسلیت گفت.

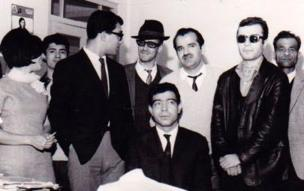
از راست: قاسم هاشمی‌نژاد، حسین مهری، حسین الهامی و مسعود بهنود، نشسته: داریوش آریا در دفتر مجله روشنفکر. سال ۱۳۴۷

## آثار
فهرست نوشته یا برگردان‌شده‌های (ترجمه) مُهری:
- برگردان صد میلیون عرب از تیری دژاردن
- برگردان جلد نخست جنس دوم از سیمون دو بووار
- برگردان افسانه شکست مالرو از رومن گاری
- برگردان پاییز پدرسالار از گابریل گارسیا مارکز
- برگردان و سایگون سقوط کرد از پل دریفوس
- برگردان بخشی از نوشته‌های فریدریش نیچه[۳]
- نگارش مجموعه مقاله ایدئولوژی‌تبار
- نگارش مجموعه مقاله صدای پای دگرگونی
- نگارش مجموعه یادداشت‌های پاریس…
- دو مجموعه مقاله به نام‌های صد مقاله و ۱۲۰ روایت در سال‌های ۲۰۱۱ و ۲۰۱۲ در لس آنجلس

نمونه متن زیر از صفحه ۲۶۶ کتاب صد مقاله وی است: این ارزش‌ها چیست؟ نیچه در پاسخ می‌گوید آنچه از ضعف و فتور و زبونی و جبن مایه بگیرد بد است و آنچه از توانایی و نیرو و دلیری و شهامت سرچشمه داشته باشد خوب است. این است ماحصل کلام نیچه در باب اخلاق. می‌گوید: هدف تواناتر شدن است. ضعیف در کشاکش هستی، پایمال اغنیا می‌شود. باید خطرناک زندگی کرد. باید به سلامتِ تَن بها داد و از زندگی یک شادی بزرگ پدید آورد. زندگی باید سراسر شور جشن باشد.